# Giorgi Tochadze
Giorgi Tochadze (gruz. გიორგი თოხაძე ;ur. 14 listopada 2001) – gruziński zapaśnik walczący w stylu klasycznym. 
Zajął dziewiąte miejsce na mistrzostwach świata w 2024. 
Srebrny medalista igrzysk olimpijskich młodzieży w 2018. Pierwszy na MŚ U-23 w 2023 i trzeci w 2022. Wygrał ME U-23 w 2024. Wicemistrz Europy juniorów w 2021 roku. 